# La Correspondance française
La Correspondance française, fondée en 1843 à Paris, fut la première agence de presse allemande. Elle diffusait en allemand, vers des clients allemands une compilation de nouvelles d'actualités collectées à Paris.

## Histoire
En 1843, Heinrich Börnstein et Karl Börnstein créent à Paris la "Französische Correspondenz" (La correspondance française), un an après leur arrivée dans la capitale française. 
La publication, qui se présente comme un "bureau de journaux" servant les journaux allemands, est rédigée est dans un appartement du premier étage d'un immeuble d'angle, loué par les frères Bôrnstein,  à l'angle des 32 rue des Moulins et 49 rue Neuve-des-Petits-Champs (aujourd'hui rue des Petits-Champs), près de la Bibliothèque Nationale.
Dans les mêmes bureaux, les deux frères créent quelques mois plus tard, en janvier 1844, le bi-hebdomadaire culturel et politique Vorwärts, dont la durée de vie sera plus courte: moins d'un an après il est déjà fermé. 
En 1844, d'après les publications des deux frères, on dénombre 80 000 allemands à Paris. Le poète démocrate souabe Georg Herwegh, président d'une association des Allemands de Paris, où il était réfugié depuis 1843, organisa, avec des intellectuels comme Adalbert von Bornstedt et Karl Börnstein, une "légion de volontaires parmi les exilés allemands à Paris".
À la demande des autorités prussiennes, Tanneguy Duchâtel, ministre français de l'intérieur, prit le 25 janvier 1845 un arrêté expulsant tous les rédacteurs de ces deux publications, y compris les deux frères. Karl Ludwig Bernays est envoyé en prison pour deux mois, Karl Marx exilé à Bruxelles, tandis qu'Heinrich Börnstein conclut un accord avec la police qui lui permet finalement de rester en France, où il va continuer à couvrir l'actualité mais sur un mode moins flamboyant. 
Ses amis allemands quittent la France pour la Louisiane le 10 décembre 1848 mais lui et son frère restent deux mois de plus, afin de finaliser la vente de leur agence de presse. Un premier acquéreur se présente, le capitaine Demmler, mais il a du mal à comprendre la gestion de l'entreprise. c'est finalement un autre émigré allemand en France, le capitaine Maurice-Guillaume de Loewenfels, un des ex-responsables de la "légion de volontaires parmi les exilés allemands à Paris", qui reprend l'affaire, et l'intègre aux publications de l'Office-Correspondance.
Cet Office-Correspondance est lui-même racheté par Havas en 1856. Selon Pierre Frédérix, en 1854 Havas "se donne la peine d'éditer chaque jour, depuis des années déjà, une feuille spéciale où les nouvelles françaises sont traduites en Allemand. Les accords avec Maurice-Guillaume de Loewenfels sont rendus caducs par ce rachat.
En 1863, le journaliste allemand Emile Landsberg rachète le titre qu'il va conserver pendant vingt ans, et entretient des relations étroites, de Paris, avec l'entourage de Bismarck.